# Mach 2
Mach 2 es una película estadounidense del género drama de 2001, dirigida y escrita por Fred Olen Ray y Steve Latshaw respectivamente, y protagonizada por Brian Bosworth, Cliff Robertson y Shannon Whirry, siendo su distribuidora 20th Century Fox Home Entertainment.

## Trama
El candidato presidencial Stuart Davis (David Hedison), planea un viaje a los Balcanes para negociar la liberación de unos soldados estadounidenses secuestrados por terroristas, pero el avión en que se dirige al punto es secuestrado.

## Reparto
- Brian Bosworth - Jack Tyree
- Shannon Whirry - Shannon Carpenter
- Cliff Robertson - Vicepresidente Pike
- Bruce Willis - Phil Jefferson
- Robert Pine - Capitán Roman
- Andrew Stevens - Comandante Stevens
- Michael Dorn - Rogers
- David Hedison - Stuart Davis
- Jennifer Hammon - Gina Kendall
- John Putch - Tim Mandell
- Charles Cyphers - Harry Olson
- Ron Chaney